# 말라 잉글리쉬
말라 잉글리쉬(Marla English, 1935년 1월 4일 ~ 2012년 12월 10일)는 미국의 배우, 영화배우이다.
샌디에이고에서 태어났으며 투손에서 사망하였다. 사인은 암이다.

## 영화
- 부두 우먼 (1957년)
- 쉬 크리처 (1956년)
- 살인 방패 (1954년)
- 어바웃 미스터 레슬리 (1954년)
- 레드 가터스 (1954년)
- 리빙 잇 업 (1954년)